# اريك اولسن
اريك اولسن (بالإنجليزية: Eric Olsen)‏ هو صحفي وكاتب أمريكي، ولد في 5 أغسطس 1958 في سان بدروس ‏ في الولايات المتحدة.